# Entre-deux-guerres
Cet article concerne l'intégralité de la période, pour la deuxième moitié de la période, voir Grande dépression.
L'entre-deux-guerres est la période comprise entre la fin de la Première Guerre mondiale, en novembre 1918, et le début de la Seconde Guerre mondiale, en septembre 1939. L'expression est utilisée dès la défaite de 1940.
Ces vingt et une années sont marquées par un bouleversement durable des rapports de force internationaux, après l'effondrement des anciens empires allemand, autrichien, russe et ottoman, l'acquisition du statut de première puissance économique mondiale par les États-Unis et la création de l'URSS (après la guerre civile russe). Elles sont également caractérisées par la cristallisation d'idéologies (communisme, nationalisme, fascisme, nazisme) en blocs géopolitiques, par la multiplication en Europe de la violence politique, des conflits locaux et des incidents diplomatiques et par l'apogée des empires coloniaux, notamment français et britannique, particulièrement en Afrique et en Asie.
À partir de 1929, la Grande Dépression et la montée des nationalismes étatiques agressifs créent une atmosphère de tension et de peur alimentées par l'installation au pouvoir d'idéologies totalitaires.
En Europe, la brutalité humaine, sociale, politique, militaire et industrielles des deux guerres mondiales, d'une violence inouïe, cause de millions de victimes, a donné lieu à l'idée d'une guerre civile européenne qui aurait duré sous diverses formes du début du siècle à 1945. L'entre-deux-guerres apparaît ainsi comme une période de brève et relative accalmie.
Cette période connaît des progrès techniques et scientifiques considérables et de grands changements culturels et sociaux.

## Désignation
L'appellation « entre-deux-guerres », utilisée pour cette période, est un chrononyme rétrospectif à prendre avec recul, car elle ne retranscrit en rien l'esprit de l'époque. En effet, les protagonistes n'avaient pas conscience de vivre une période de calme – tout relatif – avant un second conflit mondial, et ce, même si des signes politiques alarmants le laissaient présager, et que la période était loin d'être exempte de conflits régionaux.
La première moitié de la période a été appelée en France « les Années folles » les meilleures années, essentiellement pour les ruptures dans le comportement social (nouvelles esthétiques artistiques transgressives, développement des transports individuels, modification des codes de comportement, en particulier chez les femmes des classes supérieures et moyennes). Les États-Unis parlent de Roaring Twenties et les Britanniques de « Golden Twenties ».
La seconde moitié de la période, est celle de la Grande Dépression et du basculement d'une grande partie de l'Europe dans la dictature.
Cette période constitue néanmoins un ensemble cohérent et homogène qui peut s'appréhender dans sa globalité. Sous couvert d'une critique des horreurs du totalitarisme, l'historien Enzo Traverso voit une certaine unité dans la période 1914-1945, qu'il décrit comme un déchirement de l'Europe dans son ensemble, composée de guerres totales sans lois ni limites, de guerres civiles locales et de génocides. C'est ce qu'il appelle une « guerre civile européenne », une sorte de nouvelle guerre de Trente Ans.

## L'après-guerre

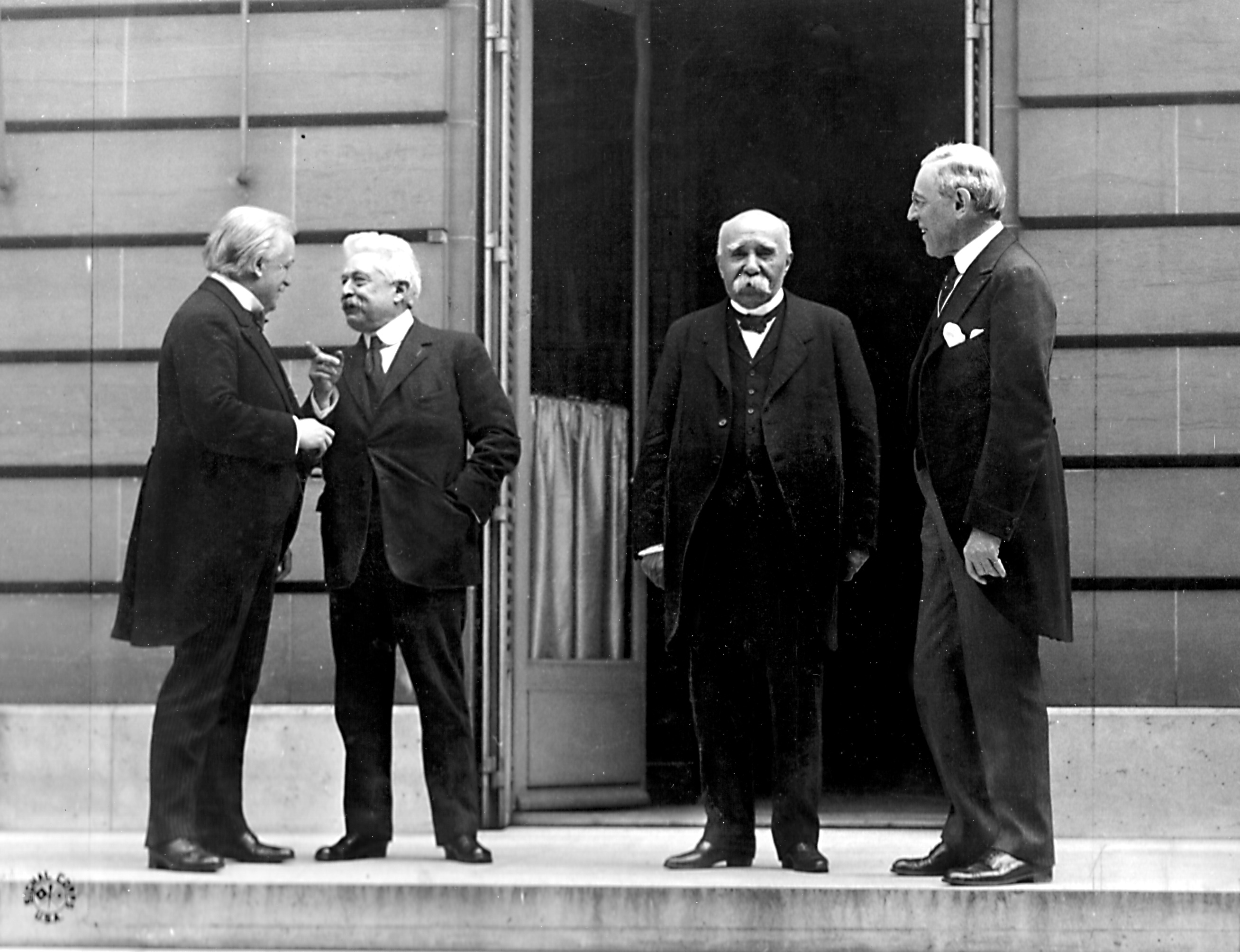
Le Conseil des Quatre lors de la conférence de paix réunissant les vainqueurs de 1918 : le Britannique David Lloyd George, l'Italien Vittorio Orlando, le Français Georges Clemenceau et l'Américain Woodrow Wilson.

La guerre de 1914-1918 s'acheva par la victoire des pays démocratiques (France, Grande-Bretagne, Italie et les États-Unis) tandis que s’effondraient les grands empires austro-hongrois, russe et ottoman. Dans un premier temps, le prestige qui en rejaillit sur le système de démocratie parlementaire conduisit les nouveaux pays à l'adopter.
Le règlement général du conflit mondial pose de nombreux problèmes. L'Europe, dans son ensemble très affaiblie, peine à se remettre de ses blessures. Le bilan est dramatique sur le plan humain et matériel alors qu'un nouveau rapport de force international voit le jour. Une nouvelle carte du continent émerge qui crée de nouvelles tensions. Pendant cette décennie, dans de nombreux pays européens, la thésaurisation des pièces de monnaie en or, argent et bronze conduit les chambres de commerce, des autorités locales et des commerçants à émettre une monnaie de nécessité.
Le calme ne revient en fin de compte qu'au milieu de la décennie. Après 1925, c'est effectivement l'avènement d'une ère nouvelle – celle de la sécurité collective – qui semble s'imposer au monde : la Société des Nations, après quelques débuts difficiles, trouve ses marques alors que les accords de Locarno règlent au mieux les rapports franco-allemands.

## Les années 1920 en Europe

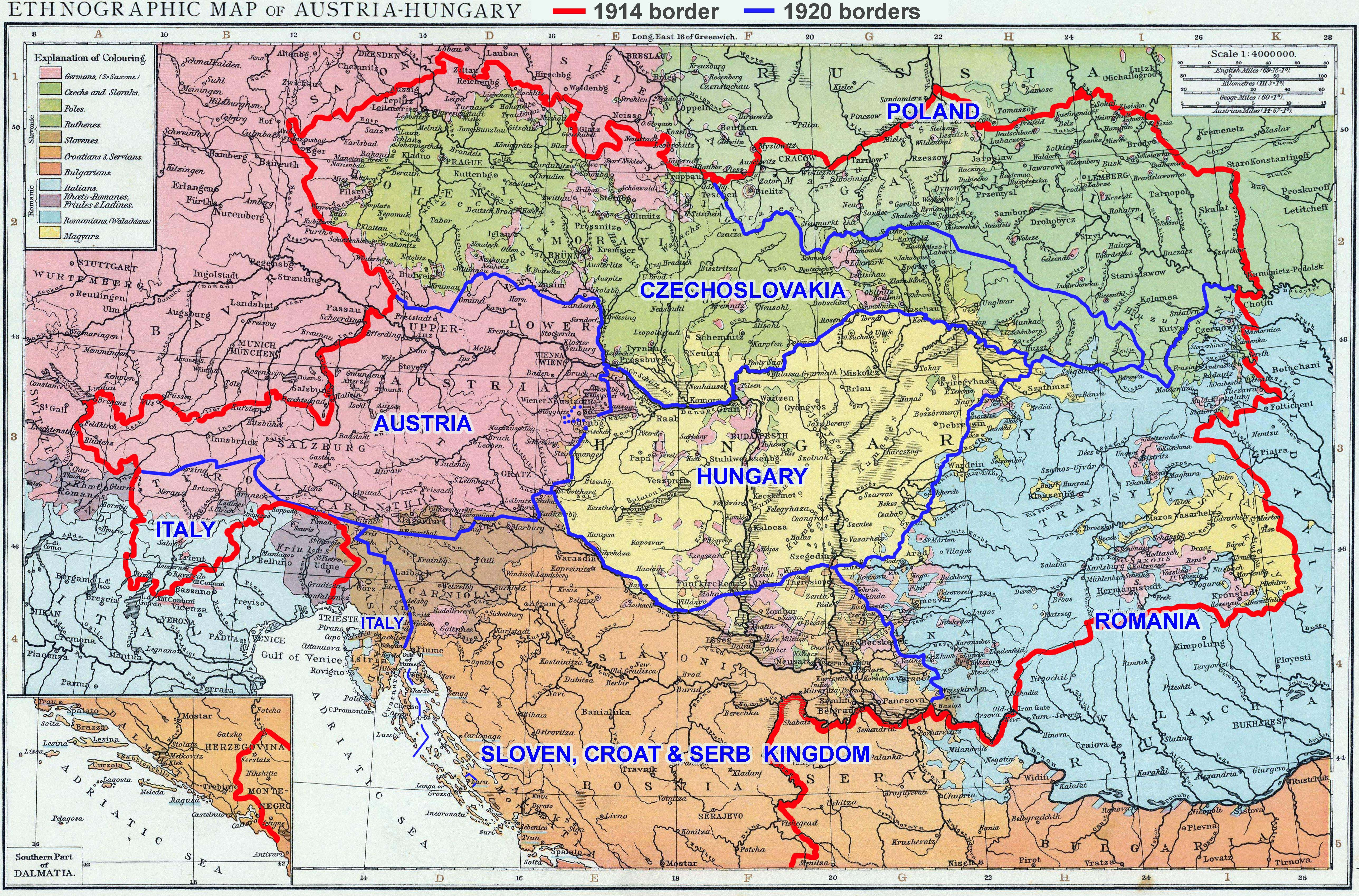
Carte de l'Empire austro-hongrois en 1914 avec les zones linguistiques selon le recensement de 1890, les frontières de 1914 (rouge) et celles de 1919 (bleu) tracées par la Commission Lord en application des quatorze points du président Wilson pour marquer le passage d'un ordre impérial transnational à un ordre d'États-nations parlementaires : la plupart sont encore en place au début du XXI.

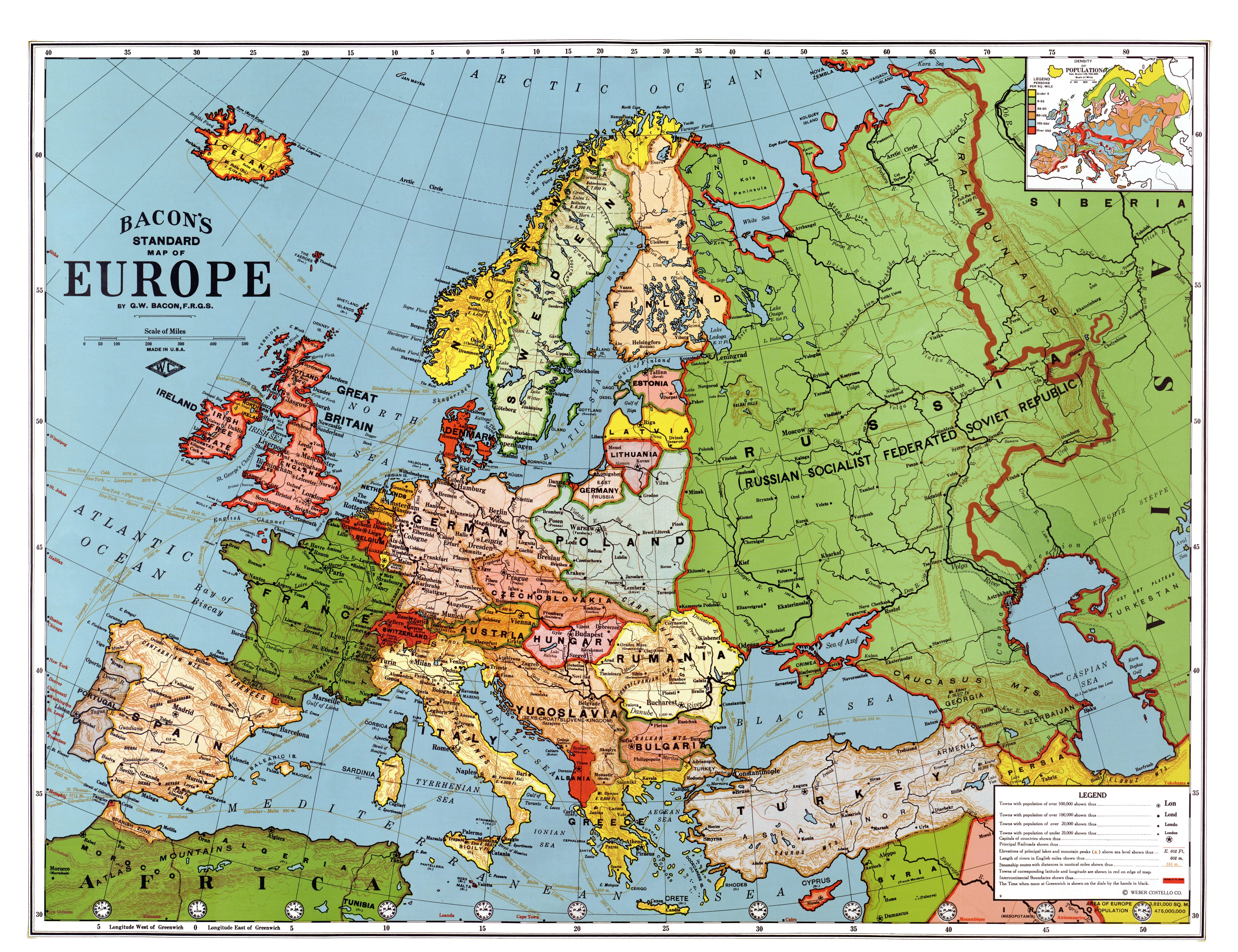
Carte de l'Europe en 1923.

### L'espérance de la paix
Après le traumatisme de la Première Guerre mondiale, fusaient en France les « plus jamais ça ! », on parlait du conflit comme de « La Der des Ders » (« dernière des dernières »).
La Société des Nations (SDN) fut créée en 1920. Cette organisation internationale avait pour objectifs le désarmement, la prévention des guerres au travers du principe de sécurité collective, la résolution des conflits par la négociation et l’amélioration globale de la qualité de vie. Le principal promoteur de la SDN fut le président des États-Unis Woodrow Wilson, mais les États-Unis n’en firent jamais partie. La SDN connut des succès notables dans les années 1920, mais fut totalement incapable de prévenir les agressions successives des pays de l’Axe dans les années 1930.
L'approche diplomatique qui avait présidé à la création de la Société représentait un changement fondamental par rapport à la pensée des siècles précédents, en prônant la négociation collective à l'encontre de la diplomatie secrète. Cependant, la Société n’a jamais eu de force armée « en propre » et, de ce fait, dépendait des grandes puissances pour l’application de ses résolutions, que ce soit les sanctions économiques ou la mise à disposition de troupes en cas de besoin.
De nombreux mouvements pacifistes apparurent, et s'internationalisèrent.
En 1921 se tint le premier congrès de la Ligue internationale pour l'éducation nouvelle. La plupart des grands noms de l'éducation nouvelle étaient présents à ce congrès : Adolphe Ferrière, Jean Piaget, Maria Montessori et Alexander Sutherland Neill qui fonda l'école de Summerhill quelques mois plus tard. Marqués par les dégâts de la Première Guerre mondiale, il s'agissait pour eux de lancer le grand projet d'une éducation internationale. Henri Wallon en dit plus tard :

« Ce Congrès était le résultat du mouvement pacifiste qui avait succédé à la Première Guerre mondiale. Il avait semblé alors que pour assurer au monde un avenir de paix, rien ne pouvait être plus efficace que de développer dans les jeunes générations le respect de la personne humaine par une éducation appropriée. Ainsi pourraient s'épanouir les sentiments de solidarité et de fraternité humaines qui sont aux antipodes de la guerre et de la violence. »

### Travailleurs et socialismes
Dès 1917, lors de la révolution d'Octobre, le gouvernement bolchevique instaura la journée de huit heures, satisfaisant une des revendications récurrentes du mouvement ouvrier. Craignant la propagation du bolchevisme, les gouvernements de pays capitalistes firent de même, telle la France le 23 avril 1919, sur proposition du gouvernement Clemenceau qui craignait une grève générale.
Une conférence internationale appelée par les bolcheviks se tint en mars 1919 à Moscou et se transforma en congrès de fondation de la IIIe Internationale. Les années 1919-1923 sont remplies d'espoir. Mais toutes les insurrections armées en Europe échouent et sont réprimées : révolte spartakiste de Berlin en janvier 1919, République des conseils de Hongrie qui voit la Hongrie dirigée 133 jours par Béla Kun au printemps 1919, reflux des grèves insurrectionnelles de 1919-1920 en Italie.

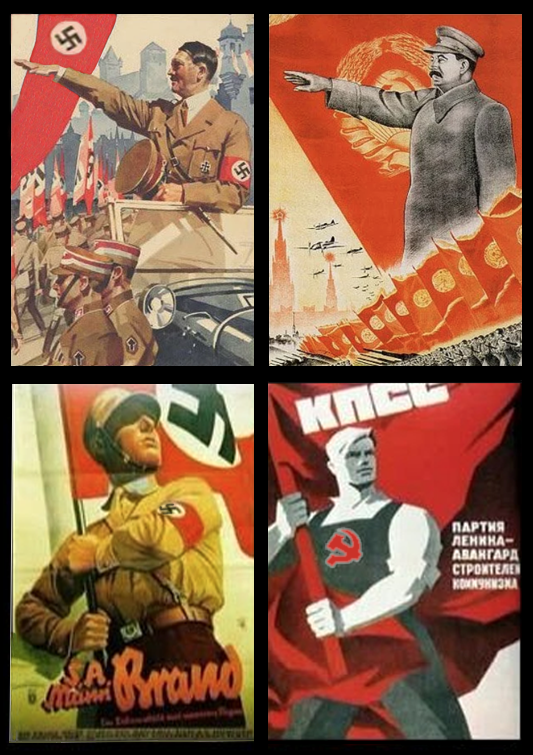
Affiches de propagande allemandes et soviétiques des années 1930 : l'« Homme nouveau », héros vaillant et musclé, se dresse contre l'ancien monde sous l'égide éclairée d'un guide tout-puissant issu du peuple qui, en 1949, inspirera à George Orwell le personnage de Big Brother de son roman 1984.

Un tournant autoritaire apparaît dès 1920-1921 avec l'exclusion de nombreux militants de la gauche de l'Internationale. Pour adhérer à la IIIe Internationale, les partis membres durent à partir de juillet 1920 accepter les « 21 conditions », draconiennes, qui alignent leurs structures et leurs méthodes sur le modèle bolchevik, jusque-là inconnu hors de Russie. Beaucoup de communistes, mais aussi de militants venus de l'anarcho-syndicalisme ou de la gauche républicaine radicale, ont adhéré en pensant qu'ils pourraient toujours garder une certaine autonomie. Mais Moscou entendait aligner fermement les partis sur le modèle russe.

## Empires et colonies
À la fin de la Première Guerre mondiale, les empires allemand et ottoman se trouvent dans le camp des vaincus. Le démantèlement de l'empire colonial allemand et de l'Empire ottoman bénéficie tout particulièrement aux empires coloniaux français et britannique, qui atteignent ainsi leur apogée durant cette période.

### Les mandats au Proche-Orient
Malgré les promesses d'indépendance faites aux Arabes, la conférence de San Remo, s'inscrivant dans la suite des accords secrets Sykes-Picot, place la Syrie, la Palestine, le Liban, l'Irak et l'Arabie sous mandats britannique et français.
Par le traité de Sèvres, le territoire turc devait également être partagé en zones d'influence au profit des Alliés, ainsi que des minorités kurdes et arméniennes. Les termes de cet accord provoquent en Turquie un sursaut national autour de Mustafa Kemal Atatürk qui déclenche une guerre d'indépendance. Celle-ci aboutit à la chute de l'Empire ottoman et à la proclamation de la République turque, rendant le traité de Sèvres inapplicable et qui ne fut donc jamais ratifié. Un nouveau traité plus avantageux pour la Turquie fut négocié, le traité de Lausanne, qui garantit l'intégrité du territoire de la République turque réduit aux régions non arabophones et abandonnant le projet de zones d'influence.

### Les luttes pour l'indépendance

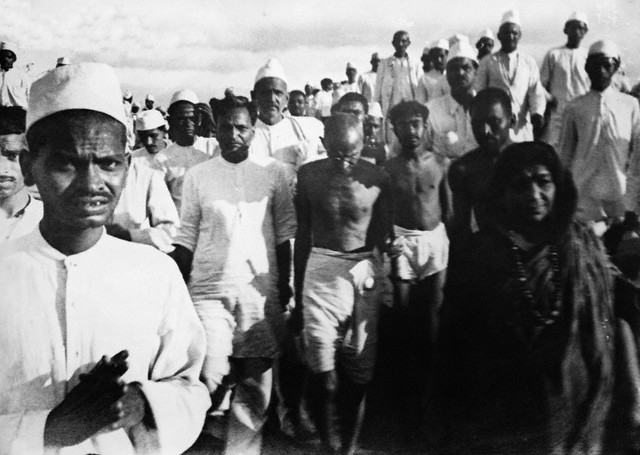
Marche du sel en Inde.

En Irlande, à l'instar des pays de l'Europe de l'Est nés du démantèlement des empires austro-hongrois et russe, le parlement irlandais faisant valoir du droit des peuples à disposer d'eux-mêmes adopte une déclaration d'indépendance, le 21 janvier 1919. Le refus du gouvernement britannique d'accéder aux revendications irlandaises déclencha une guerre d'indépendance qui aboutit en juillet 1921 à la création de l'État libre d'Irlande et à la guerre civile irlandaise.
Certains États de l'Empire britannique - le Canada, l'Australie, la Nouvelle-Zélande, l'Afrique du Sud et Terre-Neuve - bénéficiaient déjà d'une grande indépendance vis-à-vis du Royaume-Uni de par leur statut de dominions. Ils virent leur souveraineté totale garantie via la Déclaration Balfour de 1926 et le Statut de Westminster de 1931, qui abolissaient les derniers droits d'ingérence qu'avait conservés sur eux le gouvernement britannique.
Dans l'empire des Indes, le Mahatma Gandhi multipliait les manifestations non violentes et les grèves de la faim en vue d'obtenir pour celui-ci, un statut de large autonomie politique au sein de l'Empire britannique, analogue à celui dont bénéficient les colonies à population européenne comme le Canada ou l'Australie. Face au refus du gouvernement de Londres d'accéder à ces revendications, les positions se radicalisent et certains membres du parti du Congrès (le parti auquel appartenait Gandhi), menacent de déclencher une guerre en faveur de l'indépendance. Le 12 mars 1930, Gandhi entama une « marche du sel » en vue d'arracher l'indépendance du sous-continent indien aux Britanniques.

### L'Afrique coloniale
Les colonies des Empires français et britannique avaient joué un rôle important pendant la Première Guerre mondiale, fournissant aux Alliés des soldats, de la main-d’œuvre et des matières premières. 1,5 million de combattants africains avaient été mobilisés et, au total, 2,5 millions de personnes furent touchées, d'une manière ou d'une autre, par l'effort de guerre.
Les régions de l'Afrique centrale, australe et occidentale connurent une période particulièrement difficile durant l'entre-deux-guerres ; l'écrasement de nombreuses révoltes laissa les populations désemparées ce qui favorisa l'essor de mouvements messianiques plus ou moins liés à des revendications d'indépendance. Plusieurs Églises d'institution africaine furent fondées à cette époque : le Kimbanguisme au Congo, l'Église harriste en Côte d'Ivoire, le mouvement Aladura issu du Nigeria ou l'Église chrétienne de Sion depuis l'Afrique du Sud.
La révolution égyptienne de 1919 contre le colonialisme britannique en Égypte et au Soudan aboutit à la promulgation de la déclaration unilatérale d'indépendance de l'Égypte en 1922 ; toutefois il s'agissait là d'une indépendance formelle ; l'indépendance politique effective ne s'est réalisée que pendant les années 1950.

## Un élan culturel

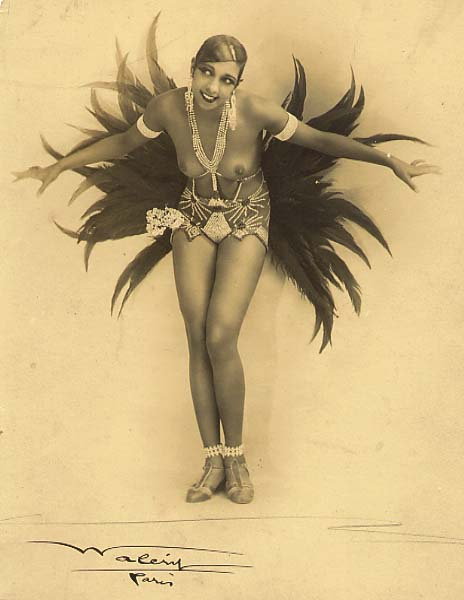
Joséphine Baker, figure emblématique des « années folles » en France.

Ces vingt années connaissent également un formidable élan intellectuel, artistique et technique qui voit s’accélérer un véritable renouveau culturel et se développer le cinéma, la radio, l’aéronautique et l’automobile. Ces années de tensions extrêmes semblent annoncer nos sociétés actuelles, marquées par la rapidité des communications, la prégnance des idéologies et la consommation de masse.

### La culture des années folles
Dès la fin de la guerre, une recherche du plaisir et des nouveautés succéda aux inquiétudes de celle-ci. L'optimisme est général et la reprise économique apparaît comme solide après les problèmes économiques de l'immédiat après-guerre.
Mais la réaction intervint dans le même temps : la prohibition fut établie le 29 janvier 1919 par le 18e amendement de la Constitution des États-Unis puis entérinée par le Volstead Act du 28 octobre de la même année.
La crise de 1929 réveilla partiellement des tensions encore vives qui ne firent que s'exacerber.

## Le krach de 1929
Les années 1930 sont le théâtre d'une crise économique d’une ampleur mondiale, déclenchée par le krach de 1929 et dont la principale conséquence sera l’exacerbation de la concurrence entre les nations : les rivalités économiques ouvrent la porte à des rancunes politiques plus anciennes, souvent nées d’ailleurs du règlement à courte vue de la Première Guerre mondiale.

## La montée des nationalismes
L'entre-deux-guerres est surtout marquée par la montée des nationalismes, tant en Europe (notamment en Europe de l'Est et en Europe du Sud) qu’en Amérique du Sud ou en Asie, ainsi que par un développement sans précédent des idéologies totalitaires, qu’elles soient de droite (fascisme, nazisme) ou de gauche (communisme).
En Italie, Benito Mussolini obtient les pleins pouvoirs en 1922, met en place un régime nationaliste, autoritaire et expansionniste, et se rapproche progressivement de l'Allemagne, jusqu'à signer avec elle le Pacte d'acier en 1939 et à entrer dans la guerre.

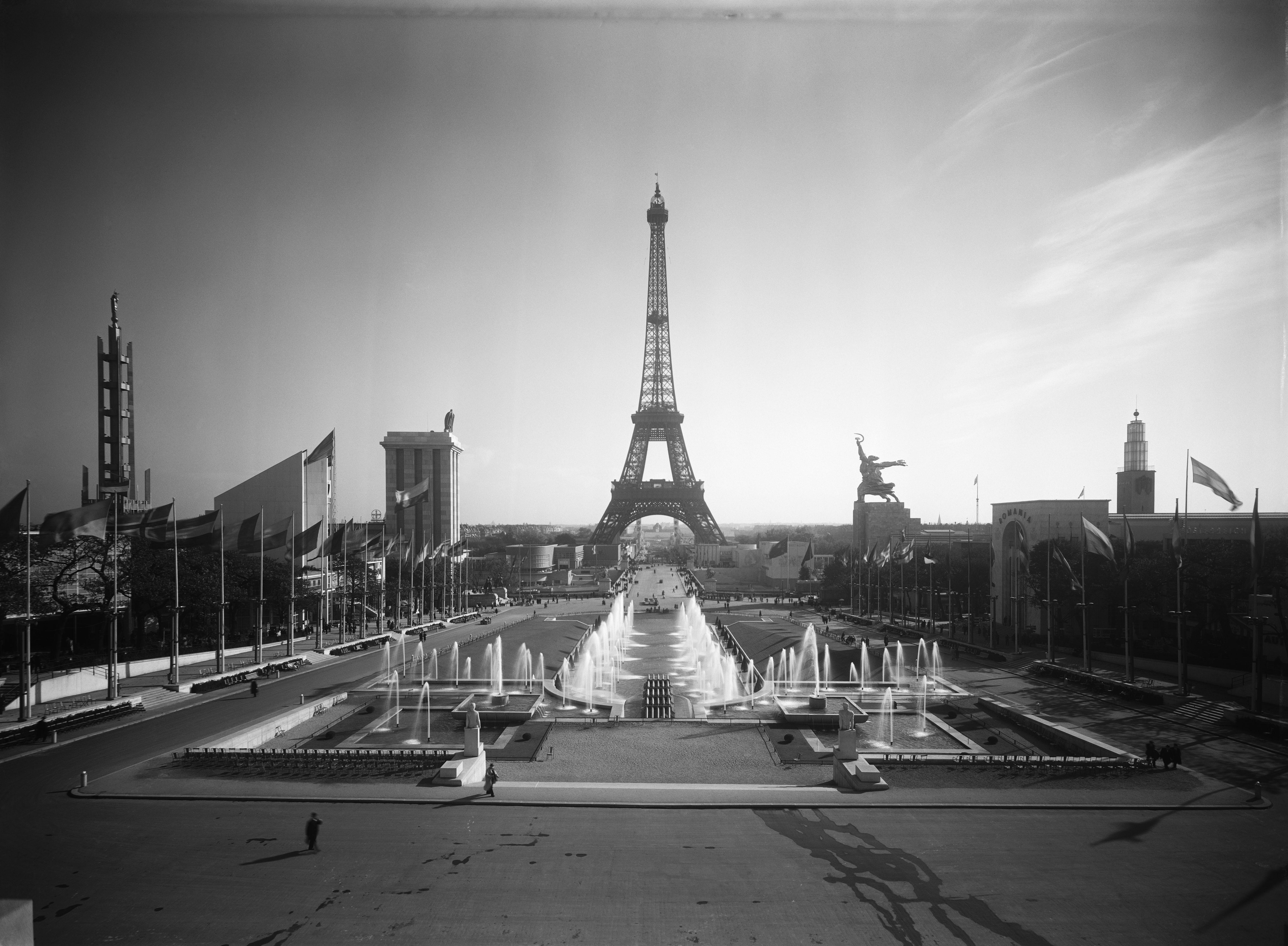
Panorama du site de l'Exposition universelle de 1937 à Paris depuis le palais de Chaillot : le pavillon de l'Allemagne nazie surmonté d'un aigle, à gauche, fait face à celui de l'Union soviétique surmonté de L'Ouvrier et la Kolkhozienne.

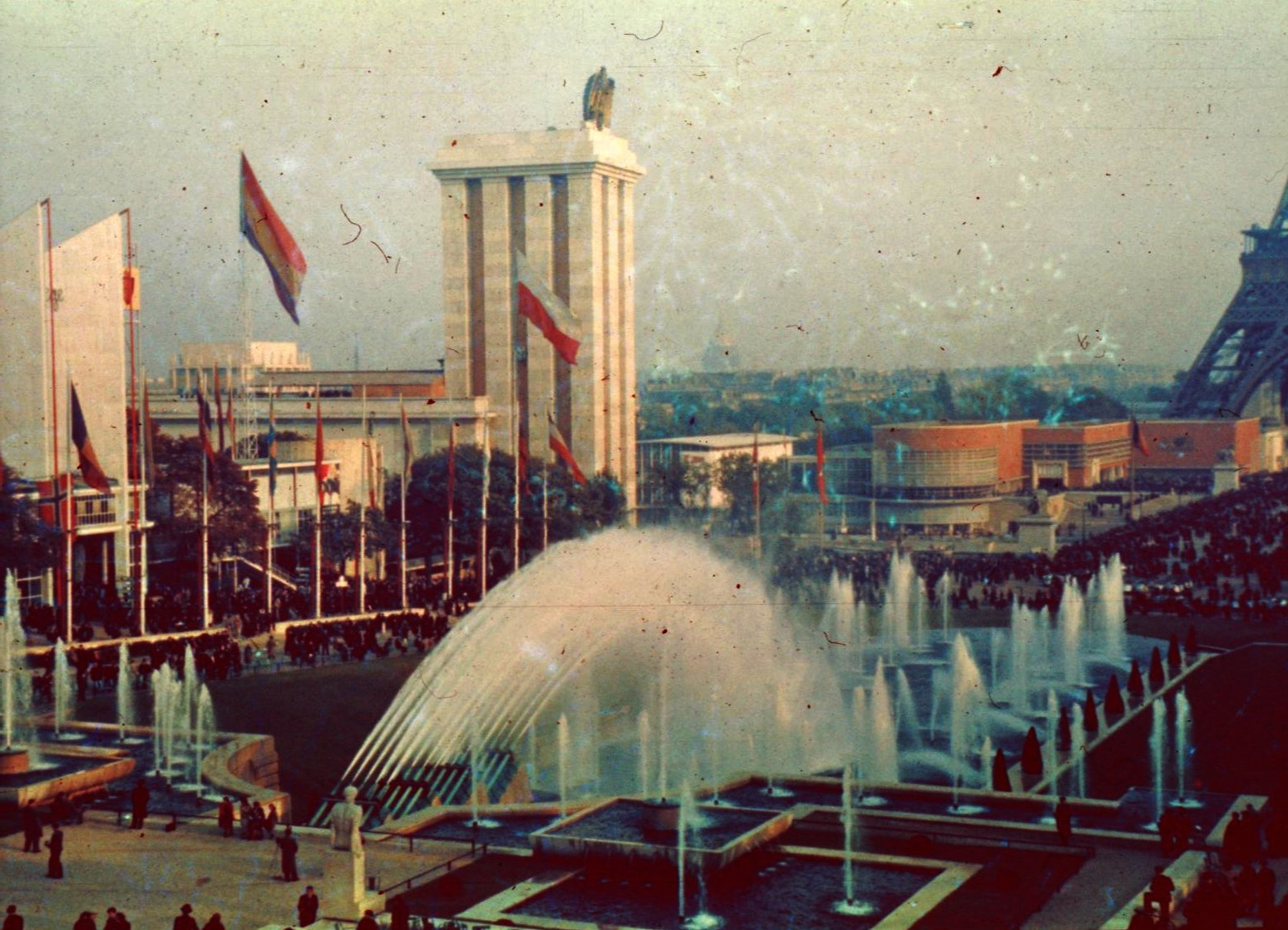
Panorama du site de l'Exposition universelle de 1937 à Paris, les fontaine de Varsovie sont visibles. Au milieu des années 1930, la photographie couleur est inventée, accessible aux amateurs et aux professionnels (Kodachrome et Agfacolor).

Staline impose sa dictature en URSS dès la fin des années 1920. Il met en place un pouvoir personnel brutal dont les conséquences meurtrières sont notamment les grandes famines des années 1932-1933 et les purges de 1937. Son pacte de non-agression  avec Hitler entraîne une profonde crise des relations internationales, qui précède de quelques jours seulement l'invasion de la Pologne par le IIIe Reich et le basculement de l'Europe dans la guerre.
Hitler parvient à obtenir les pleins pouvoirs du Reichstag en 1933. Il impose progressivement sa dictature à l'Allemagne (Gleichschaltung). Il engage le pays dans une politique délibérément nationaliste, raciste et antisémite, et procède à un réarmement massif. Sa politique d'expansion territoriale, sous couvert de pangermanisme, remet en cause les équilibres fragiles du Traité de Versailles et conduit à la guerre en Europe en 1939, guerre qui devient mondiale.
En Espagne, la jeune République est confrontée en 1936 à un coup d'État militaire qui fait suite à la victoire du Front populaire et qui entraîne le pays dans une féroce guerre civile. La guerre s'achève en 1939 sur la victoire des nationalistes et le général Franco met en place une dictature nationaliste, conservatrice et catholique.
En Asie, le Japon s'engage dès le début des années 1930 dans une politique expansionniste notamment en Chine continentale (l'île de Taïwan est déjà japonaise depuis 1895) où le pays est déstabilisé par une guerre civile, permettant à l'armée nippone d'occuper la Mandchourie. Le pays se dote progressivement d'un régime de quasi-dictature militaire, nationaliste et raciste. Le Japon étant confronté à l'Armée rouge dans sa mainmise sur la Chine et ses tentatives de déstabilisation de la Mongolie, il s'engage dans un rapprochement avec les nazis à travers le Pacte anti-Komintern, que rejoindront par la suite les autres dictatures européennes.
Des conflits d'envergure mondiale, mettant aux prises de grandes puissances, annoncent le pire (conquête de la Mandchourie par le Japon en 1931, seconde guerre italo-éthiopienne en 1935, guerre civile espagnole en 1936, etc.) alors que la Société des Nations, chargée de garantir la paix mondiale, s’avère en fin de compte impuissante.